# Петлёванный, Виталий Иванович
Виталий Иванович Петлёванный (укр. Віталій Іванович Петльований; 3 (16) декабря 1914, Винница — 1989) — украинский советский писатель.

## Биография
В 1934—1936 годах обучался в Харьковском педагогическом институте. Член КПСС с 1940 года.
Участник Великой Отечественной войны.

## Творчество
Литературный дебют прозаика состоялся в 1935 году.
Отдельными изданиями вышли его
- сборники очерков и рассказов
  - «Бориславка» (1950),
  - «Каховский репортаж» (1953)
  - «Чужие письма» (1956),
  - «Далëкий друг» (1957) и другие;
- повести
  - «Хотинцы» (1949),
  - «Антонов огонь» (1963),
  - «Бакены на Быстрине» (1967),
  - «Кремлёвский патруль» (1969),
  - «Человек и хлеб» (1971)
  - «Новый день начинался вчера» (1973) и другие;
- романы
  - «Трубы играют зорю» (1952),
  - «Девушка из пригорода» (1955),
  - «Амиго» (1959),
  - «Да это же весна!» (кн. 1-2, 1962—1965),
  - «Сирена с мечом» (1972—1975)
  - Огонь для Прометея (1979),
  - Воспоминания ратного поля (1981) и другие.

Главные герой произведений В. Петлёванного — советские современники, люди высокого долга.
Награждён орденом Отечественной войны 2-й степени, орденами и медалями СССР.